# コスモス衛星の一覧
コスモス衛星の一覧（コスモスえいせいのいちらん）は、コスモス衛星の一覧である。
- コスモス衛星の一覧 1960年代（1 - 317）
- コスモス衛星の一覧 1970年代（318 - 1148）
- コスモス衛星の一覧 1980年代（1149 - 2054）
- コスモス衛星の一覧 1990年代（2055 - 2368）
- コスモス衛星の一覧 2000年代（2369 - 2449）